# Stenele onobra
Stenele onobra är en fjärilsart som beskrevs av Druce. Stenele onobra ingår i släktet Stenele och familjen mätare. Inga underarter finns listade i Catalogue of Life.